# Русский солдат
«Ру́сский солда́т» — одноактный балет в пяти сценах с прологом, поставленный Михаилом Фокиным по собственному либретто на музыку Симфонической сюиты Сергея Прокофьева «Поручик Киже», op. 60 1934 года. Декорации художника Мстислава Добужинского, костюмы Варвары Каринской. Премьера состоялась 23 января 1942 года в Театре оперы (Бостонской оперы) в Бостоне при участии балетной труппы Метрополитен-опера. Главную партию исполнял Ю. Лазовский. Действие спектакля развивалось одновременно на двух сценах. Основу сюжета составили размышления над судьбой собирательного героя — русского солдата. Балет «Русский солдат» стал последним спектаклем хореографа, осуществлённым при его жизни на сцене музыкального театра.

## История создания
Создание музыки к кинофильму «Поручик Киже» стало первой работой Сергея Прокофьева в кинематографе. Почти все музыкальные номера были сочинены в 1933 году. На основе многих первоначальных замыслов композитор неоднократно создавал несколько музыкальных сочинений. Избыточный материал балетов, опер и музыки к кинофильмам по обыкновению воплощался в сюитах. Состоящая из 17 номеров музыка к кинофильму вскоре была переработана в 5-частную одноимённую сюиту «Поручик Киже». Когда фильм сошёл с экранов, сюита продолжала успешно исполняться и завоевала большую известность.
Сюита поразила воображение Фокина, вдохновив хореографа на создание балета. Мстислав Добужинский вспоминал, что при работе над постановкой Фокин внимательно слушал сюиту в записи Бостонского симфонического оркестра под управлением Сергея Кусевицкого. Оригинальный замысел Фокина не имеет ничего общего ни с анекдотом эпохи императора Павла I о поручике Киже, ни с рассказом Юрия Тынянова «Подпоручик Киже», ни с кинофильмом. Единственная связь — это эпоха Павла I. Балетмейстер точно воспроизвёл детали военного обмундирования и быта тех времён.
По словам Добужинского, для балета Фокин сначала выбрал название «Неизвестный солдат», но затем заменил на «Русский солдат». Первая редакция была посвящена «всем страждущим воинам». Согласно Г. Н. Добровольской, окончательную редакцию Фокин посвятил «храбрым русским солдатам второй мировой войны». В статье о балетмейстере Театральной энциклопедии указывается, что балет посвящён героическим советским воинам.
Впервые в истории балета хореограф использовал две сцены, где одновременно представлялись два временных плана: последние часы умирающего солдата и его воспоминания.
По мнению Добужинского, «конструкция двухъярусной сцены давала Фокину возможность, ставя хореографию в двух плоскостях, создать тот «контрапункт» двух одновременных действий, отвечающий и музыке, что явилось одним из замечательных его достижений в этой постановке».
Премьера последнего балета Фокина «Елена Троянская» на музыку Ж. Оффенбаха к оперетте «Прекрасная Елена», постановка которого была доведена до генеральной репетиции, состоялась 8 сентября 1942 года в Мехико во Дворце изящных искусств после смерти хореографа.

## Сюжет
Действие балета развивается на поле боя, где под первые звуки корнета из сюиты Прокофьева стоит смертельно раненый солдат. В последние часы жизни  он вспоминает о молодости и начале военной службы. На поле появляется Смерть, но отступает, и солдат снова переносится в прошлое — на празднование своей свадьбы. Возвращается неумолимая Смерть. Солдат умирает под звуки корнета.

## Премьера
В некоторых источниках, например, в статье о М. М. Фокине онлайн версии словаря «Ларусс», указано, что премьера состоялась в Нью-Йорке в Метрополитен-опере при участии труппы Американского театра балета.
Искусствовед Г. И. Чугунов указывает, что балет «Русский солдат» был поставлен балетной труппой «Метрополитен-опера» 23 января 1942 года в Бостоне, а 6 апреля премьера прошла в Нью-Йорке в здании театра «Метрополитен-опера».